# Caladenia incensa
Caladenia incensa är en orkidéart som beskrevs av Stephen Donald Hopper och Andrew Phillip Brown. Caladenia incensa ingår i släktet Caladenia och familjen orkidéer. Inga underarter finns listade i Catalogue of Life.